# Yuen Long
Pour les articles homonymes, voir Yuen Long (homonymie).

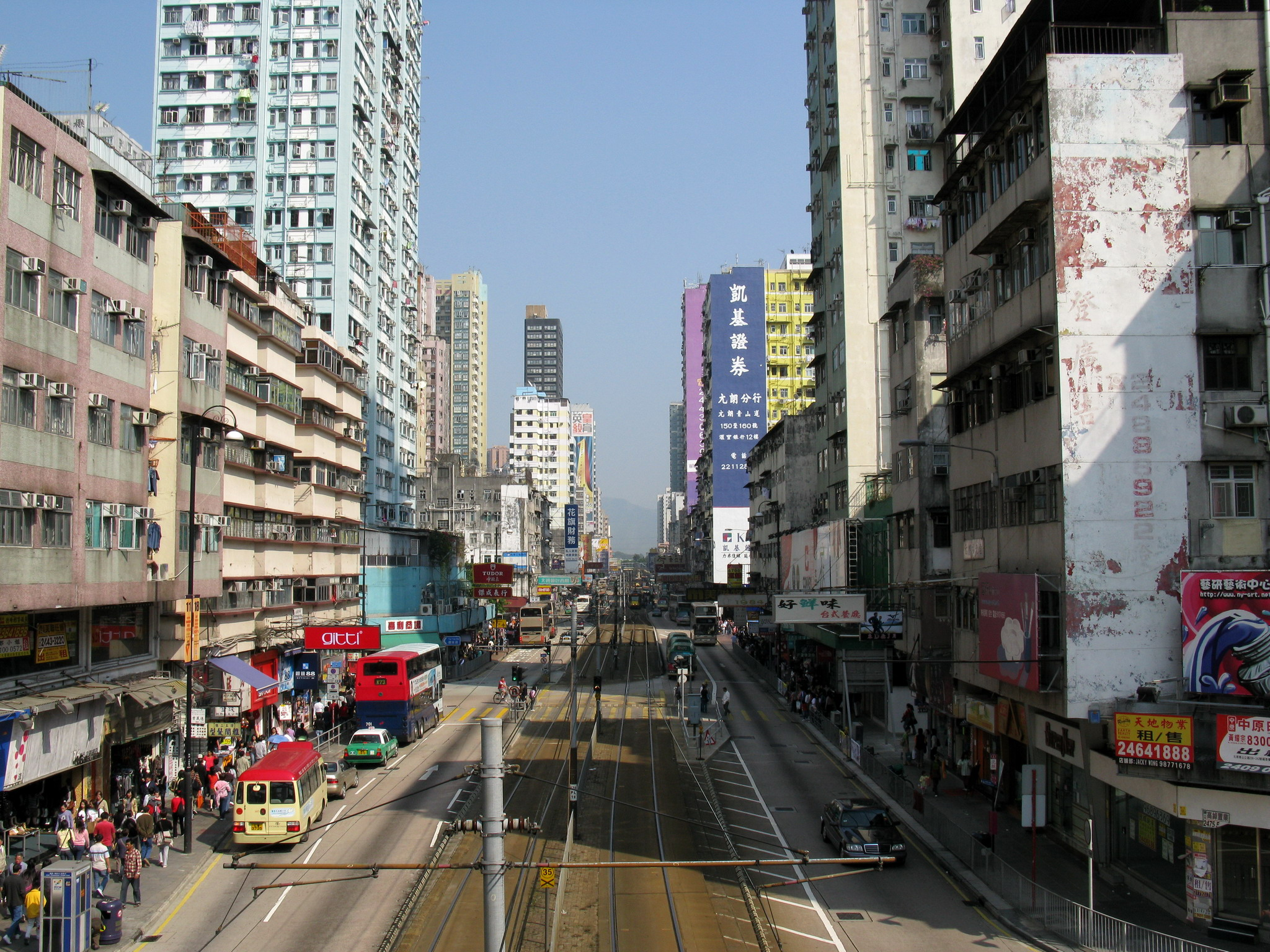
Castle Peak Road est la route principale de la ville de Yuen Long.

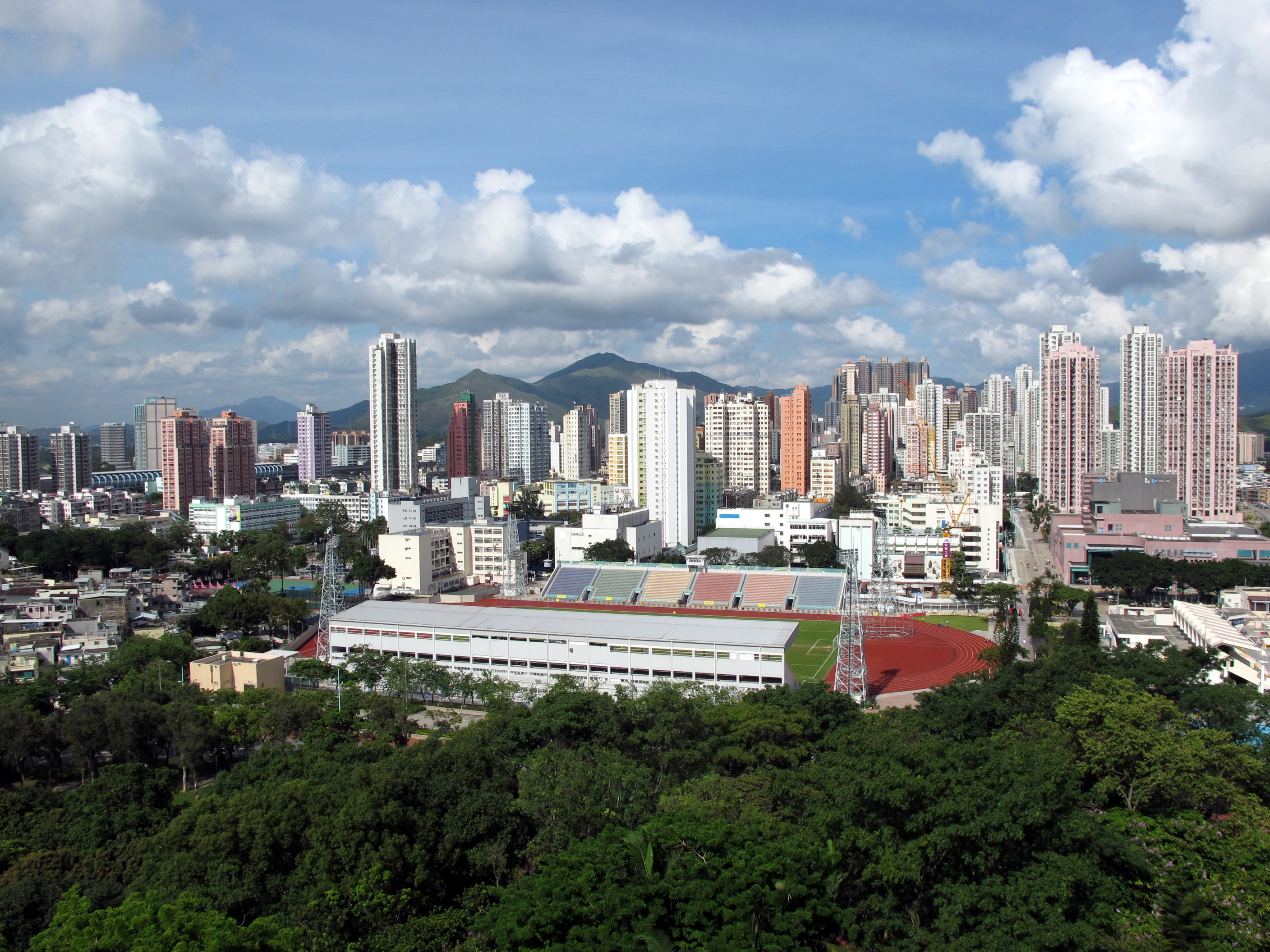
La ligne d'horizon de la ville de Yuen Long.

Yuen Long (chinois traditionnel : 元朗), anciennement Un Long, est un district et une ville sur la Plaine de Yuen Long située à l'Ouest des Nouveaux Territoires de Hong Kong. À l'ouest, se trouvent les villes de Hung Shui Kiu (洪水橋) et de Ha Tsuen ; au sud  Shap Pat Heung et Tai Tong ; à l'est, Au Tau et Kam Tin (錦田), et au nord Nam sang Wai.

## Nom
Le nom cantonnais de Yuen Long (元朗) peut, selon le contexte, faire référence aux limites du marché de la ville originel. On le retrouve pour désigner Yuen Long New Town, la plaine de Yuen Long ou le district de Yuen Long.

## Ville de marché
La partie centrale de Yuen Long est traditionnellement une ville de marché connue maintenant sous le nom de Yuen Long San Hui (元朗新墟) dans le district Yuen Long à  l'Ouest des Nouveaux Territoires de Hong Kong. L'emplacement de la ville de marché avait une position centrale par rapport aux villages environnants, permettant aux locaux de venir dans un endroit idéal pour vendre récoltes et poissons.
Le marché est un lieu pour permettre aux locaux qui habitent dans les villages de l'Ouest des Nouveaux Territoires de faire du commerce. Comme de nombreuses villes de marché à Hong Kong, le marché n'est présent que pendant certains jours de la semaine.
De nos jours, dans la partie centrale de Yuen Long, il n'existe plus ce genre de marché. Des centres commerciaux modernes ainsi que différents types de restaurants ont été créés.

## Villes nouvelles

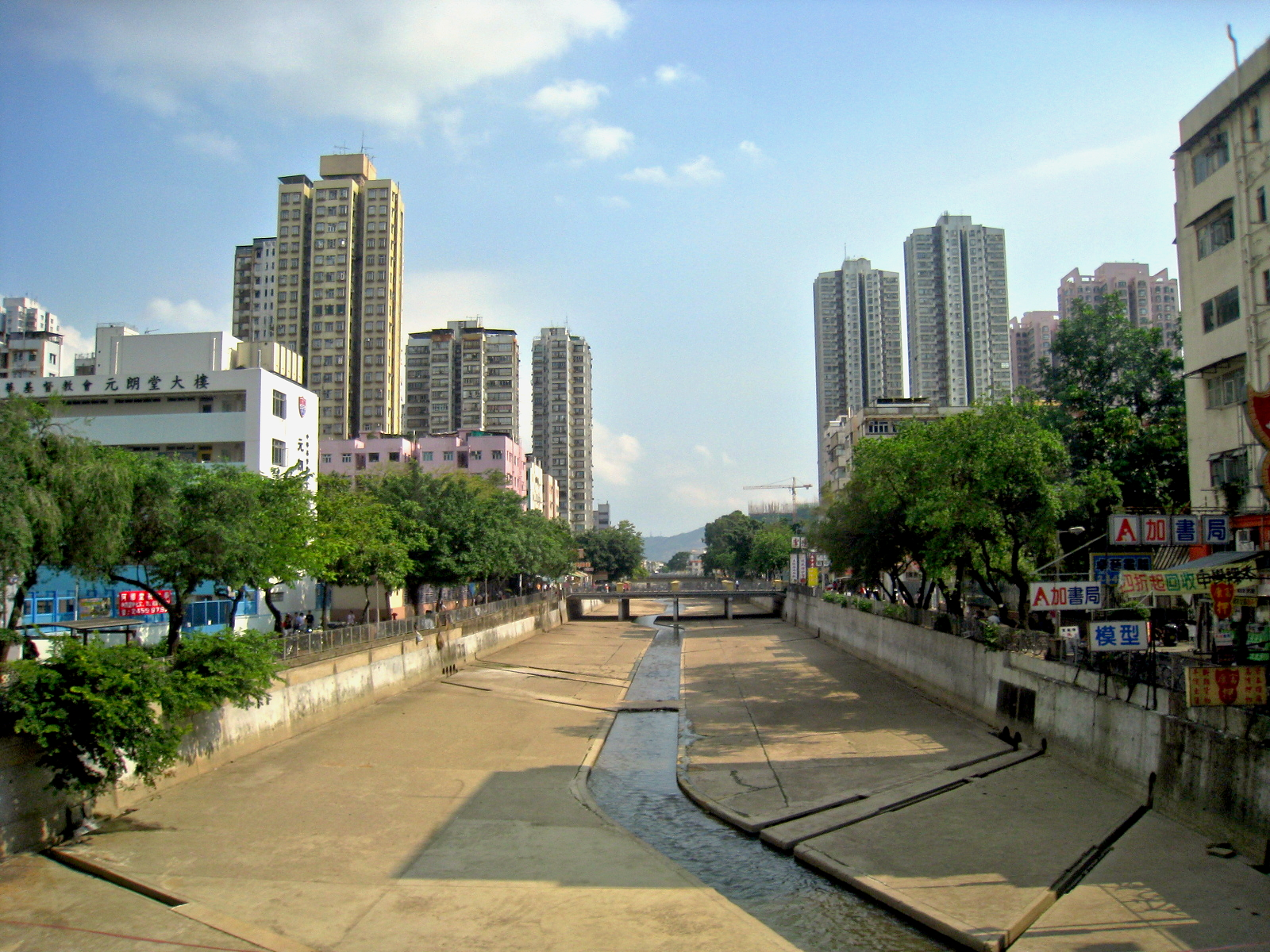
La rivière Shan Pui passe par la ville de Yuen Long.

Deux villes nouvelles se sont développées à Yuen Long depuis les années 1970:
La nouvelle ville de Yuen Long s'est développée sur le lieu de la ville de marché à la fin des années 1970 et au début des années 1980.
La nouvelle ville de Tin Shui Wai a été créé dans les années 1990 à l'ouest de la nouvelle ville de Yuen Long. Elle est principalement résidentielle.
Le Métro Léger (MTR) ainsi que plusieurs lignes de bus desservent les deux villes.

## Immobilier
La résidence immobilière privée Fairview Park est située dans la partie nord-est de Yuen Long.

## Histoire
L'ancienne ville de Yuen Long n'était pas située à l'endroit le plus animé de la ville actuelle, à savoir Yuen Long Main Road (元朗大馬路) qui fait partie de la  Castle Peak Road.
Le plus ancien marché de Yuen Long se trouvait au sud de la route principale près de Tai Kei Leng. En 1669, pour des raisons politiques, le marché a été déplacé au nord de la ville près de l'actuelle station de Métro Léger. Ce quartier est maintenant connu sous le nom de Yuen Long Kau Hui (元朗舊墟, littéralement "Vieille ville de Yuen Long"). Bien qu'il soit situé actuellement loin de la côte, au sud d'une petite colline, le marché était à côté de la mer à l'origine.
Cheung Shing Street, qui sépare Nam Pin Wai de Sai Pin Wai, divise les centres du marché. Des temples ont été construits à des fins cultuelles ainsi que pour trancher les litiges. Après le bail des Britanniques sur les Nouveaux Territoires en 1898 qui ont construit la Castle Peak Road afin de relier les principales zones des Nouveaux Territoires et de Kowloon les locaux ont déménagé la ville de marché sur la route principale. Après la Seconde Guerre mondiale, la ville de Yuen Long s'est considérablement développée, en passant d'un petit village en une grande ville connue pour ses nombreux évènements culturels et sportifs.

## Transports publics

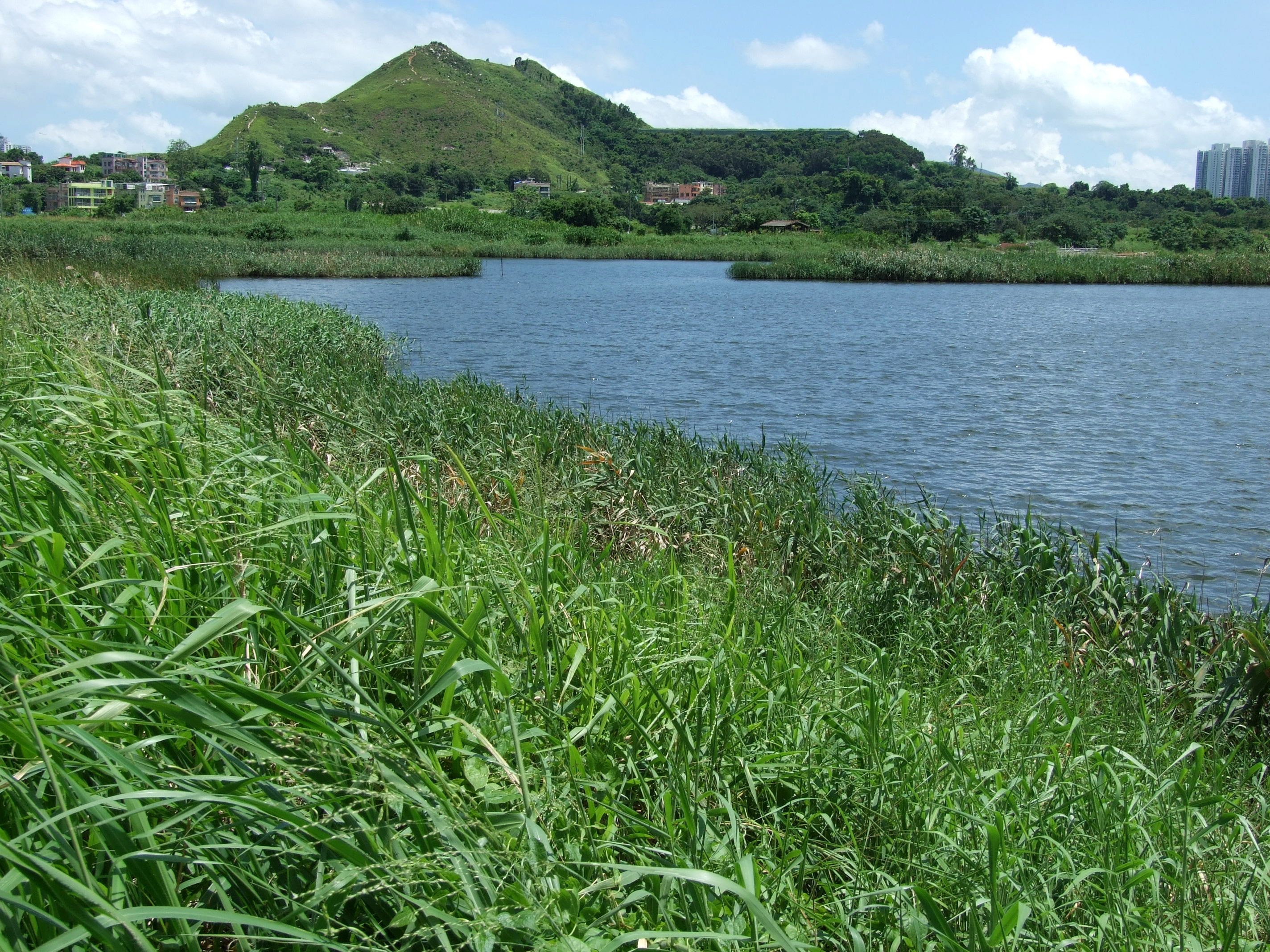
Le mont Kaishan, séparant Yuen Long de Tin Shui Wai.

### À l'intérieur de la ville de Yuen Long

#### Bus
- Lignes KMB : 53, 54, 64K, 68A, 68E, 68F, 68M, 68X, 76K, 77K, 264R, 268B, 268C, 268 P, 268X, 269D, 276, 276P, 869, 968, 968X, B1, N269, N368
  - Ligne B1 jusqu'au checkpoint de la station de Lok Ma Chau qui a une douane entre Hong Kong et la république populaire de Chine.
- Lignes de bus MTR : K65, K66, K68, K73, K74
- Lignes Long Win Bus : A36, E34B, E34P, N30, N30S, NA34
- Lignes New Lantao Bus: route B2
  - Route B2 jusqu'à Shenzhen Bay Port où se situe une douane entre Hong Kong et la république populaire de Chine.

#### Métro
- Ligne Ouest du Métro Léger (MTR)
- Ligne Métro Léger 610, 614, 615 et 761P

### A l'extérieur de la ville de Yuen Long (sauf via Yuen Long)

#### Bus
- Lignes KMB : 51, 64S, 69, 69, 69P, 69X, 251A, 251B, 251 M, 265B, 265 M, 265S, 269A, 269B, 269C, 269M, 269P, 276A, 276B
- Lignes de bus MTR : K75, K75A, K75P
- Lignes Long Win Bus : A37, E34A, E34X
- Lignes New Lantao Bus : B2P, B2X
  - Lignes B2P et B2X jusqu'à Shenzhen Bay Port où se situe une douane entre Hong Kong et la république populaire de Chine
- Lignes Citybus : 967, 967X, 969, 969A, 969B, 969C, 969P, 969X, N969

#### Métro
- Ligne Ouest du Métro Léger (MTR)
- Lignes Métro Léger 705, 706 et 751